# His Lordship Regrets
His Lordship Regrets (Os Pelintras da Alta (título em Portugal) ) é um filme britânico de 1938, do gênero comédia, dirigido por Maclean Rogers, Claude Hulbert, Winifred Shotter, Gina Malo e Aubrey Mallalieu. Foi lançado em Portugal em 11 de maio de 1939.

## Elenco
- Claude Hulbert - Lord Cavender
- Winifred Shotter - Mary/Mabel
- Gina Malo - Mabel van Morgan
- Aubrey Mallalieu - Dawkins
- Anthony Holles - Guy Reading
- Eve Gray - Enid

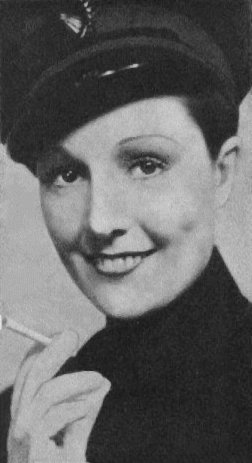
Winifred Shotter

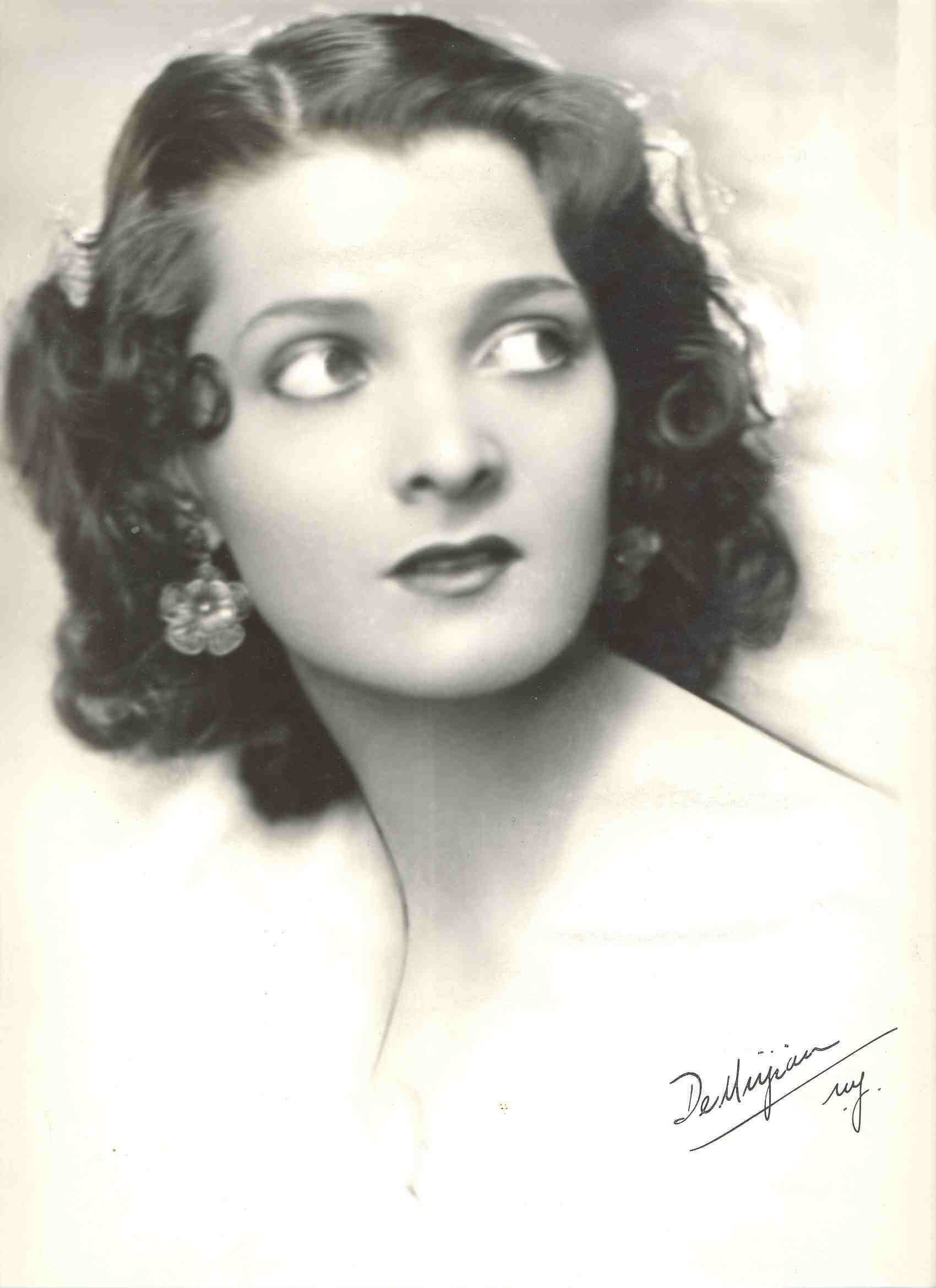
Gina Malo

- Athole Stewart - Sir Timothy Kentford
- Annie Esmond - Lady Kentford
- Sally Stewart - Sally
- Derek Gorst - Honrosa Percy Hartlock
- Gerald Rawlinson - Capitão Arthur Gregson